# Moses Rogers
Pour les articles homonymes, voir Rogers.
Moses Rogers (né environ en 1779, mort le 15 novembre 1821) était un navigateur américain, né à New London, Connecticut. Il a été impliqué dans certaines expériences, et dans la mise en œuvre, de la propulsion à vapeur des bateaux. Il était le capitaine du fameux bateau Savannah qui pour la première fois a traversé l'Atlantique avec l'aide d'un moteur à vapeur. Il a ensuite, vers la fin de sa vie, été le capitaine du bateau à vapeur Pee Dee, opérant celui-ci entre Georgetown et Cheras. Au moment de sa mort sa famille habitait Philadelphie. Il est mort de la fièvre jaune à Georgetown, Caroline du Sud. Il est enterré au cimetière de l'Église baptiste de Georgetown.